# جوزيه روميو لازو
جوزيه روميو لازو هو كاهن كاثوليكي فلبيني، ولد في 23 يناير 1949 في San Jose de Buenavista ‏ في الفلبين.